# Ludwig Heinrich Abel
Ludwig Heinrich Abel (* 9. September 1754 in Vaihingen an der Enz; † 11. Juni 1818 in Münsingen) war ein württembergischer Oberamtmann.

## Leben und Werk
Der Sohn eines Oberamtmanns studierte Rechtswissenschaften in Tübingen und Göttingen. 1775 bis 1779 arbeitete er als Kanzleiadvokat. 1779 wurde er Oberamtmann und Stabsamtmann beim Oberamt Hochberg. 1782 wurde er Oberamtmann, Keller und Gerichtsverwandter beim Oberamt Nagold und von 1795 bis 1807 Oberamtmann, Keller, geistlicher Verwalter und Zentgraf bei Oberamt Möckmühl. 1807 und 1808 war er Oberamtmann beim neu geschaffenen Oberamt Giengen, das aber bereits 1808 wieder aufgelöst wurde. Von 1809 bis 1818 leitete er dann als Oberamtmann das Oberamt Münsingen. 